# ماركو توماسوفيتش
ماركو توماسوفيتش (بالكرواتية: Marko Tomasović)‏ (مواليد 10 نوفمبر 1981) هو ملاكم كرواتي، مثّل بلاده في الألعاب الأولمبية الصيفية 2008.

## روابط خارجية
ماركو توماسوفيتش على موقع أوليمبيديا (الإنجليزية)